# プラハ・デイヴィツェ駅
プラハ・デイヴィツェ駅（プラハ・デイヴィツェえき）は、チェコ共和国プラハ6区にある、チェコ鉄道120号線の駅である。

## 駅構造

### ホーム
4面4線の地上駅。
| 路線    | 方向   | 行先                                                                   | 備考       |
| ------- | ------ | ---------------------------------------------------------------------- | ---------- |
| 120号線 | 西方向 | クラドノ、クラルピ、ラコヴニーク、ストルジェドクルキ、ノウトニツェ方面 | 快速、普通 |
| 120号線 | 東方向 | ブブニ方面                                                             | 快速、普通 |

### ダイヤ
快速（リフリーク、スピェシニー）、普通それぞれが毎時1往復ずつ停車する。東行は、大部分がブブニ・ヴルタヴァ駅行であるが、朝の1本のみブブニ駅行となる。

## 隣の駅
チェコ国鉄
120号線
快速、普通
ヴェレスラヴィーン駅 - デイヴィツェ駅 - ブブニ・ヴルタヴァ駅(*1)
(*1):片道1本のみブブニに停車する。

## その他
地下鉄にもデイヴィツェ駅があるが、800m程離れており、隣のフラドチャニ駅(約500m)の方が近い。

## 駅周辺
- プラハ城
- 聖ヴィート大聖堂
- フラドチャニ広場
- ヴァレンシュタイン宮殿